# Marlon Alex James
Marlon James (Kingstown, San Vicente y las Granadinas, 16 de noviembre de 1976) es un exfutbolista de San Vicente y las Granadinas que jugaba en la posición de delantero.

## Carrera

### Club
| Periodo   | Club                           |
| --------- | ------------------------------ |
| 1995-1997 | Combined Stars FC              |
| 1998-1999 | Hope International FC          |
| 2000      | Bray Wanderers FC              |
| 2001-2002 | FC Tirsense                    |
| 2002-2003 | Youth Olympians                |
| 2003-2004 | Hope International FC          |
| 2004-2005 | MK Land FC                     |
| 2005      | Hope International FC          |
| 2006-2008 | Kedah FA                       |
| 2009-2011 | Vancouver Whitecaps            |
| 2009      | → Whitecaps Residency (cedido) |
| 2012-2014 | ATM FA                         |

### Selección nacional
Jugó para San Vicente y las Granadinas en 55 ocasiones de 1995 a 2008 y anotó 12 goles; participó en la Copa de Oro de la Concacaf 1996 y 10 partidos de clasificación para la Copa Mundial de Fútbol.

## Logros

### Club
- Superliga de Malasia: 2006-07, 2007-08
- Copa de Malasia: 2007, 2008
- Copa FA Malasia: 2007, 2008
- Premier League de Malasia: 2012
- Malasia Charity Shield: 2013

### Individual
- Goleador de la Superliga de Malasia: 2007-08, 2013
- Mejor futbolista extranjero de Malasia: 2006-07, 2007-08